# Kvasetice (Květinov)

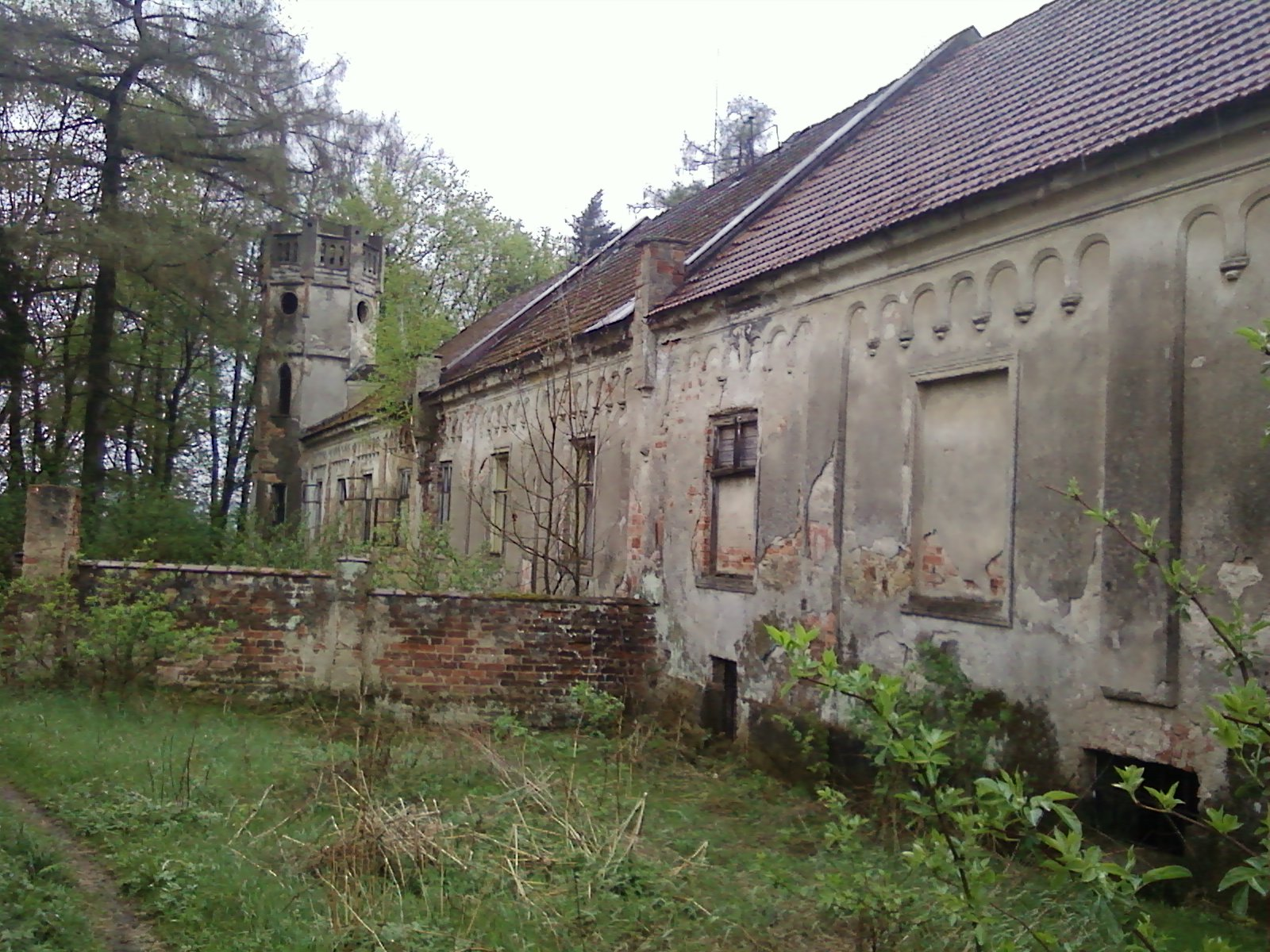
Schloss Kvasetice

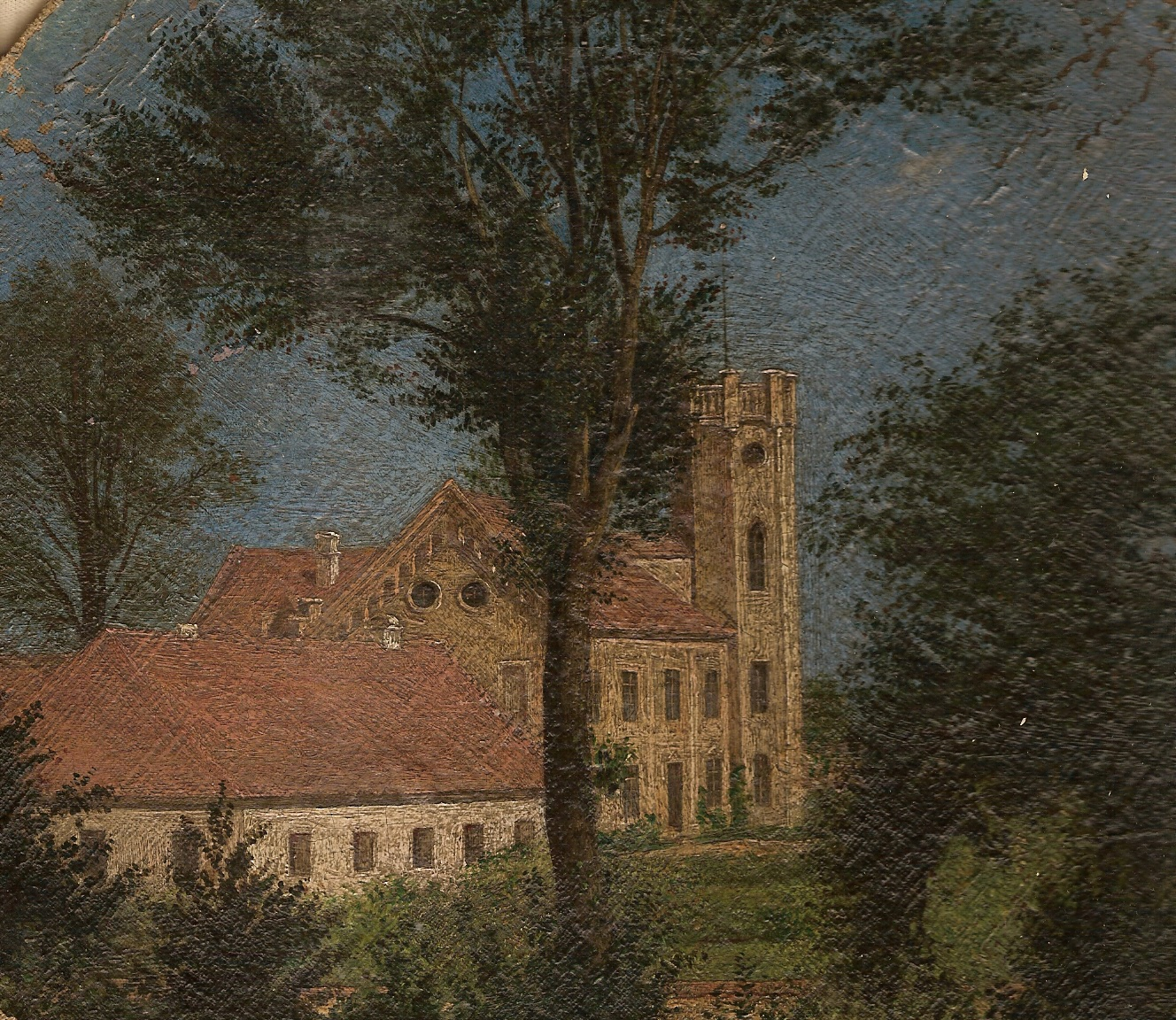
Schloss Kvasetice, Berta Schmidtová, Ölbild 1892

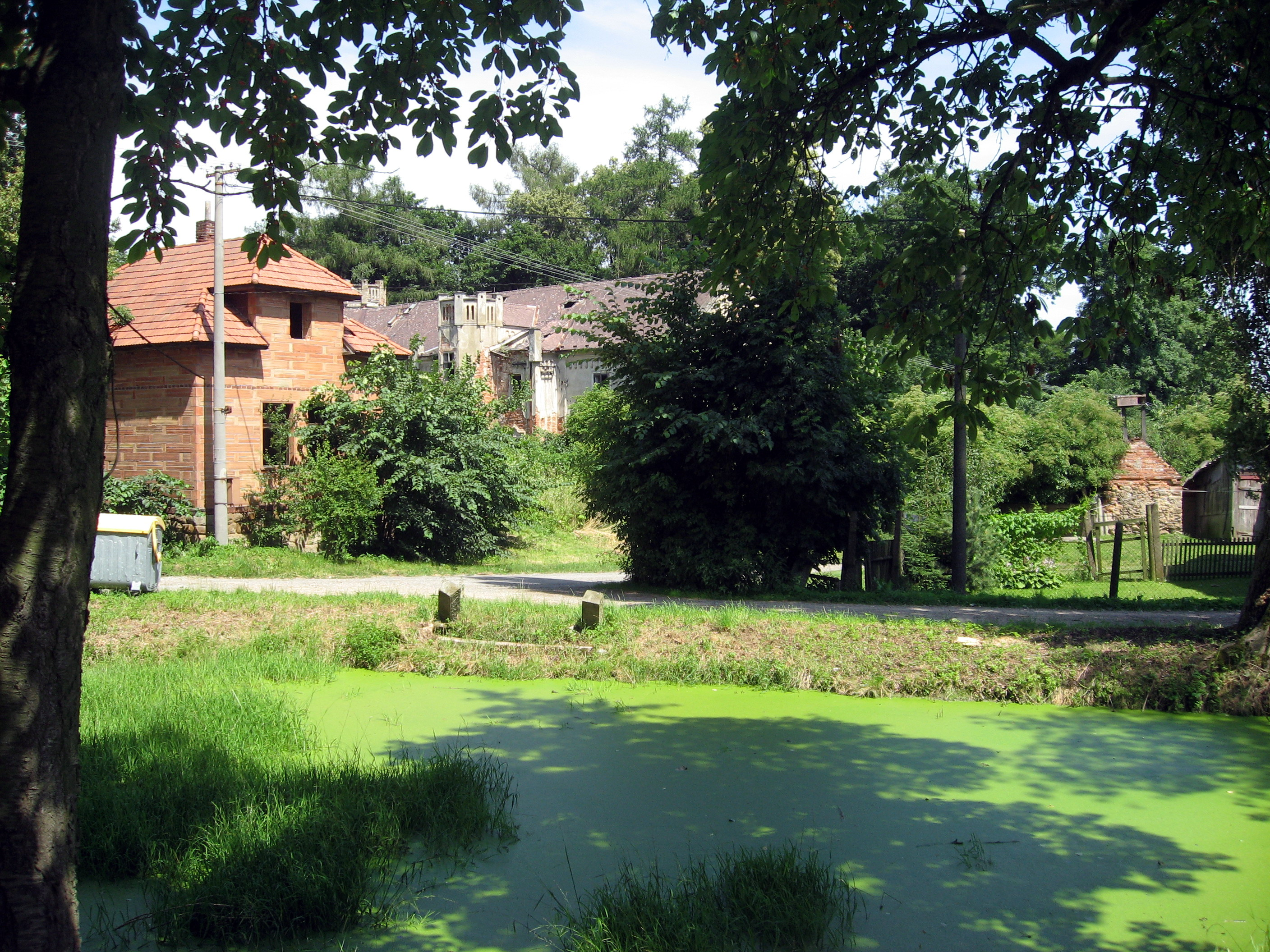
Ortsansicht

Kvasetice (deutsch Kwasetitz) ist ein Ortsteil der Gemeinde Květinov in Tschechien. Er liegt sechs Kilometer südwestlich des Stadtzentrums von Havlíčkův Brod und gehört zum Okres Havlíčkův Brod.

## Geographie
Kvasetice befindet sich linksseitig über dem Tal des Baches Úsobský potok (Zbinower Bach) in der Hornosázavská pahorkatina (Hügelland an der oberen Sázava). Gegen Westen liegt der Teich Abrahám, dahinter das Tal des Perlový potok (Skaler Bach). Südlich des Dorfes verläuft die Staatsstraße I/34 zwischen Havlíčkův Brod und Humpolec.
Nachbarorte sind Na Horkách, Březinka und Hurtova Lhota im Norden, Poděbaby, Ve Vršku, U Chrasti, Červený Dvorek und Šmolovy im Nordosten, Dočkalův Mlýn und Michalovice im Osten, Petrkov, Lípa und Malá Lípa im Südosten, Květinov im Süden, Svitálka und Věž im Südwesten, Jedouchov im Westen sowie Bezděkov und Krásná Hora im Nordwesten.

## Geschichte
Kvasetice wurde wahrscheinlich im 13. Jahrhundert gegründet. Die erste urkundliche Erwähnung von Vasetic erfolgte im Jahre 1436, als König Sigismund die Burg Lipnice für treue Dienste erblich an Nikolaus Trčka von Lípa überschrieb. Später verlegten die Herren Trčka von Lípa den Sitz der Herrschaft nach Světlá. Jan Rudolf Trčka von Lípa, der die Herrschaft Světlá mit den angeschlossenen Gütern 1597 von seinem Bruder Maximilian geerbt hatte, ließ 1633 das ärmliche Gut Okrouhlice um die Güter Květinov (einschließlich Kvasetice) und Věž vergrößern und aufbessern. Nach der Ermordung von Adam Erdmann Trčka von Lípa konfiszierte Kaiser Ferdinand II. am 29. März 1634 dessen Güter und die seines Vaters Jan Rudolf, deren Schätzwert zusammen bei 4.000.000 Gulden lag; das Konfiskationspatent wurde im Mai 1636 durch den Reichshofrat in Wien bestätigt. Philipp Adam zu Solms-Lich, der 1637 das Gut Okrouhlice erworben hatte, musste die Güter Květinov und Věž 1640 wegen hoher Schulden verkaufen. Danach war Kvasetice bis ins 18. Jahrhundert dem Gut Věž untertänig. Im Jahre 1791 wurde das Gut Květinov wieder vom Gut Věž abgetrennt und an Aloys Freiherr Sarrasin verkauft. Im 19. Jahrhundert wechselten die Besitzer des Gutes in rascher Folge. Am 15. November 1822 erwarb der k.k. Postmeister in Mährisch Budwitz Johann Leopold Kunrath das Gut Květinov, 1841 hinterließ er es seinem Sohn Joseph Kunrath.
Im Jahre 1840 bestand das im Caslauer Kreis gelegene Dorf Kwasetitz aus 31 Häusern, in denen 253 Personen lebten. Im Ort gab es ein Wirtshaus. Abseits lagen der Meierhof Hlawniow mit 5 Häusern, das Wirtshaus Swietalka an der Teutschbroder Chaussee mit drei Häusern, sowie zwei emphyteutische Chaluppen am Zbinower Bach. Pfarrort war Krasnahora. Bis zur Mitte des 19. Jahrhunderts blieb Kwasetitz der Gutsherrschaft Kwietenau untertänig.
Nach der Aufhebung der Patrimonialherrschaften bildete Kvasetice ab 1849 einen Ortsteil der Gemeinde Květinov im Gerichtsbezirk Deutschbrod. 1864 ließ der Besitzer der Gutsherrschaft Květinov, Prokop Richl (Reichl), am nördlichen Ortsrand von Kvasetice ein neues Schloss errichten. Seine Tochter Berta überschrieb die Gutsherrschaft Kvasetice-Květinov ihrem Mann Jaroslav Schmidt und dessen Bruder Zdeněk (Zdeno). Ab 1868 gehörte das Dorf zum Bezirk Deutschbrod. 1869 hatte Kvasetice 118 Einwohner und bestand aus 20 Häusern. Die Witwe Marie Schmidtová ließ 1888 die Kapelle zu hl. Kreuz als Familiengrablege errichten. Im Jahre 1900 lebten in Kvasetice 111 Menschen, 1910 waren es 73. 1930 hatte Kvasetice 72 Einwohner und bestand aus 10 Häusern. Nach dem Februarumsturz 1948 wurde das Gut Kvasetice-Květinov mit den beiden Schlössern aus dem Besitz der Familie Schmidt verstaatlicht. Das dem Staatsgut Havlíčkův Brod angegliederte Gut Kvasetice wurde als Besamungsstation mit Schule genutzt. Nach der Schließung der Landwirtschaftsschule zogen Beschäftigte des Gutes in das baufällig gewordene Schloss. Nach der Samtenen Revolution 1989 erhielt Familie Schmidt die beiden verfallenen Schlösser zurück. Beim Zensus von 2001 lebten in den 11 Häusern des Dorfes 8 Personen.

## Ortsgliederung
Zu Kvasetice gehört die Einschicht Na Horkách.
Der Ortsteil bildet den Katastralbezirk Kvasetice u Květinova.

## Sehenswürdigkeiten
- Pseudogotisches Schloss Kvasetice, errichtet 1864 vom Gutsbesitzer Prokop Richl für seinen Sohn Wilhelm, der jedoch das Schloss Mirošov erbte. Das von einem Englischen Garten mit Fontänen und Zierbauten umgebene Schloss diente danach als Wohnsitz für Richls Schwager Zdeněk Schmidt. Später zogen auch die Kinder seines Bruders Jaroslav aus dem ungeliebten Schloss Květinov nach Kvasetice. In den Jahren 1920–1921 erfolgten durch Jaroslav Schmidt jun. Instandsetzungen. In der Protektoratszeit wurde das Schloss durch die deutsche Verwaltung besetzt. 1948 erfolgte die Verstaatlichung durch die Kommunisten. Das Gut Kvasetice wurde dem Staatsgut Havlíčkův Brod überschrieben und eine Besamungsstation mit Schule eingerichtet. Nach der Aufhebung der Schule zogen die Beschäftigten des Gutes in das Schloss. Im Jahre 1978 kaufte der Staatsbetrieb Pleas Havlíčkův Brod das heruntergewirtschaftete Schloss für symbolische 100.000 Kčs vom Staatsgut, um darin ein Erholungszentrum einzurichten. Die Sanierungspläne scheiterten jedoch am Geldmangel. Nach der Restitution an die Familie Schmidt wurden in den 1990er Jahren die Pläne für ein Erholungszentrum wieder aufgenommen, jedoch sahen sich die Wiedereigentümer nicht in der Lage die erheblichen Baukosten zu finanzieren. Das Schloss ist nach wie vor in einem ruinösen Zustand.
- Privatkapelle zum Hl. Kreuz in einem Wäldchen südöstlich des Dorfes, errichtet 1888 durch die Witwe Marie Schmidtová als Grabkapelle der Familie Schmidt, nachdem ihre Tochter Valeria und kurz darauf auch ihr Mann Zdeněk (Zdeno) an Diphtherie verstorben waren. Die Weihe erfolgte 1889. Beigesetzt sind der Gutsbesitzer und Landtagsabgeordnete Zdeno Schmidt und dessen Frau Marie geb. Fučíkovská von Grünhof, dessen Bruder Jaroslav Schmidt mit seiner Frau Berta geb. Richl sowie deren Kindern, dem Königgrätzer Baumeister Robert Schmidt und der Landschaftsmalerin Berta Schmidtová. (Sie war mit dem Unternehmer Vojtěch Bárta verheiratet und die Mutter des Fechters Zdeněk Hynek Bárta.) Die Kapelle befindet sich in einem baufälligen Zustand.